# Band of Brothers (album Hellyeah)
Band of Brothers – trzeci album studyjny amerykańskiego zespołu muzycznego Hellyeah. Wydawnictwo ukazało się 17 lipca 2012 roku nakładem wytwórni muzycznej Eleven Seven.

## Lista utworów
| Nr  | Tytuł utworu                     | Długość |
| --- | -------------------------------- | ------- |
| 1.  | „War In Me”                      | 3:35    |
| 2.  | „Band of Brothers”               | 4:45    |
| 3.  | „Rage/Burn”                      | 4:41    |
| 4.  | „Drink Drank Drunk”              | 3:56    |
| 5.  | „Bigger God”                     | 4:39    |
| 6.  | „Between You and Nowhere”        | 4:16    |
| 7.  | „all It Like I See It”           | 4:00    |
| 8.  | „Why Does It Always”             | 3:20    |
| 9.  | „WM Free”                        | 5:02    |
| 10. | „Dig Myself a Hole”              | 3:15    |
| 11. | „What It Takes To Be Me”         | 3:31    |
| 12. | „High N Dry” (Def Leppard cover) | 3:26    |
|     |                                  | 48:26   |

## Twórcy albumu
- Chad Gray – wokal
- Greg Tribbett – gitara
- Tom Maxwell – gitara rytmiczna
- Bob Zilla – gitara basowa
- Vinnie Paul – perkusja, produkcja
- Paul Logus – mastering
- Jeremy Parker – mix

## Listy sprzedaży
| Lista                           | Kraj              | Pozycja |
| ------------------------------- | ----------------- | ------- |
| Australian Charts               | Australia         | 32      |
| Oricon                          | Japonia           | 215     |
| Swiss Charts                    | Szwajcaria        | 135     |
| Billboard 200. Hard Rock albums | Stany Zjednoczone | 2       |
| Billboard 200. Rock albums      | Stany Zjednoczone | 3       |
| Billboard 200                   | Stany Zjednoczone | 20      |